# Apostolska nunciatura v Bolgariji
Apostolska nunciatura v Bolgariji je diplomatsko prestavništvo (veleposlaništvo) Svetega sedeža v Bolgariji, ki ima sedež v Sofiji; ustanovljena je bila 26. septembra 1931.
Trenutni apostolski nuncij je Luciano Suriani.

## Seznam apostolskih nuncijev
- Angelo Giuseppe Roncalli (16. oktober 1931–12. januar 1935)
- Mario Rizzi (28. februar 1991–1996)
- Blasco Francisco Collaço (13. april 1996–24. maj 2000)
- Antonio Mennini (8. julij 2000–6. november 2002)
- Giuseppe Leanza (22. februar 2003–22. februar 2008)
- Janusz Bolonek (24. maj 2008–6. december 2013)
- Anselmo Guido Pecorari (25. april 2014–31. december 2021)
- Luciano Suriani (13. maj 2022–danes)